# دنیل مورون
دنیل مورون (اسپانیایی: Daniel Morón‎؛ زادهٔ ۳۰ سپتامبر ۱۹۵۹) بازیکن فوتبال اهل آرژانتین است.

## باشگاهی
از باشگاه‌هایی که در آن بازی کرده‌است می‌توان به باشگاه فوتبال کولو-کولو و باشگاه ورزشی آئوداکس ایتالیانو اشاره کرد.

## تیم ملی
وی همچنین در تیم ملی فوتبال شیلی بازی کرده‌است.